# Il était une fois en Chine 2 : La Secte du lotus blanc
Série
Il était une fois en Chine Il était une fois en Chine 3 : Le Tournoi du Lion
Pour plus de détails, voir Fiche technique et Distribution.
Il était une fois en Chine 2 : La Secte du lotus blanc (黃飛鴻之二男兒當自強, Wong Fei Hung II: Nam yee tung chi keung) est un film hongkongais réalisé par Tsui Hark, sorti en 1992.

## Synopsis
Dans la Chine de 1895, les Européens pratiquent une politique impérialiste qui leur vaut le ressentiment de la population. En réaction, une société secrète, la secte du lotus blanc, attaque régulièrement les Britanniques. Au point que ceux-ci envisagent de dépêcher leur armée... Devant ce risque, Wong Fei-hung, combattant sans pareil, met toute sa science des arts martiaux en œuvre pour les protéger.

## Fiche technique
- Titre : Il était une fois en Chine 2 : La Secte du lotus blanc
- Titre original : 黃飛鴻之二男兒當自強 (Wong Fei Hung II: Nam yee tung chi keung)
- Réalisation : Tsui Hark
- Scénario : Tsui Hark, Chan Tin-suen et Cheung Tan
- Pays d'origine : Hong Kong
- Format : Couleurs - 2,35:1 - Mono - 35 mm
- Genre : Kung-fu, aventure, action
- Durée : 113 minutes
- Dates de sortie :

 Hong Kong : 16 avril 1992
 France : 18 mars 2000

## Distribution
- Jet Li (VF : Lionel Henry (acteur)) : Wong Fei-hung
- David Chiang (VF : Patrick Borg) : Lu Haodong
- Rosamund Kwan : Tante Yee
- Max Mok : Leung Fu
- Zhang Tielin : Dr. Sun Yat-Sen
- Donnie Yen (VF : Vincent Ropion) : Commandant Lan
- Xiong Xin-xin : Kung
- Paul Fonoroff : Consul britannique
- Shi-Kwan Yen : Gouverneur Chung
- Joe Chu : Commandant de la secte du lotus blanc